# 施瓦本地区克伦巴赫
施瓦本地区克伦巴赫（德語：Krumbach (Schwaben)），简称克伦巴赫（德語：Krumbach，發音：[ˈkʁʊmbax] ⓘ），是德国巴伐利亚州施瓦本行政区金茨堡县的城市，面积44.64平方千米，2023年12月31日人口为13,940人，是该县第二大城市。